# Teoria da expectativa
A teoria da expectativa ou também chamada de teoria da expectância é uma ampla teoria da motivação desenvolvido primeiramente por Victor Vroom, sobretudo foi ampliada por Porter e Lawler em 1968 e complementada por várias outras teorias.
Essa teoria tenta explicar os determinantes das atitudes e dos comportamentos no local de trabalho. É especificamente estabelecido que a motivação depende então:  
- Do atrativo (valência)[3] de certas recompensas ou "resultados" que advêm de tal desempenho;
- Das percepções que se tem da força que apresenta a relação entre o desempenho e a ocorrência dos "resultados" (instrumentalidade)[3];
- Da percepção do vínculo que existe entre o esforço orientado para o desempenho e o subsequente desempenho efetivo (expectativa)[3].

## A Teoria
"A força da tendência para agir de determinada maneira depende da força da expectativa de que a ação trará certo resultado, e da tração que este resultado exerce sobre o indivíduo." A  teoria da expectativa segundo Robbins.

A teoria das expectativas baseia-se na premissa geral de que a motivação para o desempenho que um indivíduo possui, apoia-se na antecipação que ele faz de eventos futuros.
Ela apresenta que a expectativa de um resultado positivo orienta a motivação. Em termos mais práticos, se uma pessoa apresentar determinado comportamento e achar que receberá uma boa recompensa por isso, a espera ou probabilidade de recompensa esta associada ao comportamento. Essas recompensas organizacionais tais como bonificação, aumento de salário ou promoção; e que estas recompensas vão atender a suas metas pessoais.

## Principais conceitos
Os três principais conceitos subjacentes à teoria da expectativa são os de valência, instrumentalidade e expectativa. Às vezes, usam-se as primeiras letras dessa palavras para formar o termo teoria VIE. São eles:

### Recompensa-Metas Pessoais ou Valência:[5]
A Relação Recompensa-Metas Pessoais ou mais conhecido como Valência é uma medida da atração que um determinado resultado exerce sobre um indivíduo ou a satisfação que ele prevê receber de um determinado resultado. Uma promoção é um "resultado", tal como podem ser outras consequências do trabalho que podem ter valência para um indivíduo. Esse resultado pode ser positivo, negativo ou nulo: 
- Resultado Positivo: Quando uma pessoa prefere alcançá-lo a não alcançá-lo;
- Resultado Negativo: Quando uma pessoa não prefere alcançar o resultado; e
- Resultado Nulo: Quando para uma pessoa é indiferente ao resultado.

É importante dizer que valência e valor são diferentes. Valencia está relacionado a satisfação antecipada e Valor está relacionado a satisfação que uma pessoa experimenta por alcançar um resultado desejado.

### Desempenho-Recompensa ou Instrumentalidade
A Relação Desempenho-Recompensa ou mais conhecido como Instrumentalidade, tem a ver com a convicção que uma pessoa tem da relação entre executar uma ação e experimentar um resultado.
Definir as instrumentalidades das pessoas é importante, porque é provável que seu desejo de executar uma determinada ação seja forte apenas quando a valência e a instrumentalidade forem tidas como aceitavelmente altas. Dessa forma, precisamos conhecer mais do que a satisfação esperada por um individuo em vias de alcançar um determinado resultado.
Por exemplo, se o resultado a obter é uma promoção e o nível de desempenho do indivíduo é superior à média, a instrumentalidade refere-se à percepção que o indivíduo tem no que diz respeito a receber um aumento de salário como "resultado" de manter um nível de desempenho superior à média.

### Esforço-Desempenho ou Expectativa
A Relação Esforço-Desempenho ou Expectativas são convicções relativas ao vínculo entre fazer um esforço e realmente desempenhar bem. Embora o conhecimento sobre valência e instrumentalidade nos diga o que um individuo quer fazer, não podemos saber o que o indivíduo tentará fazer sem conhecer as expectativas. De acordo com Vroom, "sempre que um individuo escolhe entre alternativas que envolvem resultados incertos, torna-se claro que seu comportamento é afetado não só por suas preferências entre esses resultados, mas também pelo grau em que ele acredita que eles são prováveis". Quando uma pessoa tem a expectativa de resultado do desempenho: Os indivíduos esperam certas consequências ou resultados de seus comportamentos, afetando decisões sobre como se comportam.
Exemplos: 
- Se eu passar a maior parte da noite estudando isso vai melhorar minha nota no exame de matemática de amanhã?
- Se eu trabalhar mais do que todos os outros na planta vou produzir mais?

Todos os três conceitos são de suma importância para a Motivação. Como vemos na imagem abaixo,  precisamos que a valência, a instrumentalidade e a expectativa se multiplique para que haja a motivação. 

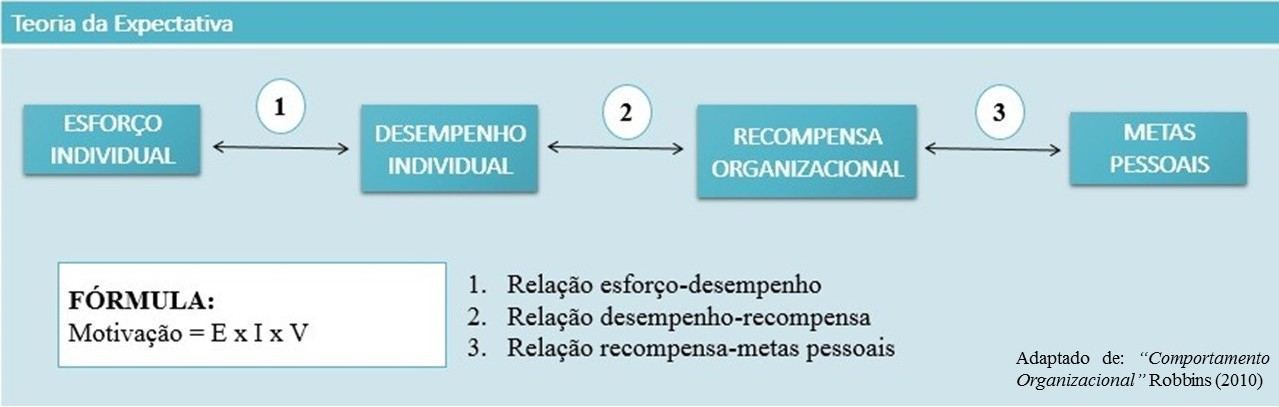
Explicação resumida da teoria da expectativa

## Uma tentativa de explicação da teoria das expectativas
A teoria das expectativas pode ser utilizada para predizer as condições sob as quais o salário motiva os empregados . A teoria indica, em princípio, que o salário é um fator motivacional quando: 
1. Possui valor positivo.
2. É percebido como dependente de um alto desempenho.
3. O esforço desenvolvido para alcançá-lo é percebido como determinante de um alto desempenho.

Evidentemente, também pode ocorrer que um alto desempenho provoque outros "resultados" de valor negativo (por exemplo, cansaço, atritos entre grupos, ausência de interação social, etc.) ou evite a ocorrência de outros resultados de valor positivo (por exemplo, orgulho derivado da boa qualidade do trabalho). Logo, a teoria das expectativas especifica apenas as condições sob as quais o salário possa contribuir na motivação para se obter um alto desempenho. 
Ainda que, finalmente, o salário seja somente um dos "resultados" potencialmente importantes para um empregado (outros "resultados" incluem segurança no emprego, condições de trabalho, sentimentos de auto realização, etc), uma boa forma de comprovar empiricamente a importância do salário dentro do contexto do comportamento dos indivíduos em uma organização, é observar seu impacto sobre o desempenho destes últimos.